# Platygaster polita
Platygaster polita är en stekelart som beskrevs av Thomson 1859. Platygaster polita ingår i släktet Platygaster och familjen gallmyggesteklar. Arten är reproducerande i Sverige. Inga underarter finns listade i Catalogue of Life.